# Valery Zhukowski
Valery Zhukowski (tiếng Belarus: Валерый Жукоўскі; tiếng Nga: Валерий Жуковский; sinh 21 tháng 5 năm 1984) là một cầu thủ bóng đá Belarus. Tính đến năm 2017, anh thi đấu cho Neman Grodno.

## Danh hiệu
Naftan Novopolotsk
- Vô địch Cúp bóng đá Belarus: 2011–12